# Johan Lind (Eisschnellläufer)
Johan Emil Lind (* 9. Januar 1942 in Mosjøen) ist ein ehemaliger norwegischer Eisschnellläufer.
Lind, der für den Hamar IL startete, nahm von 1958 bis 1975 an nationalen Rennen teil und trat international erstmals bei den Olympischen Winterspielen 1968 in Grenoble in Erscheinung, wo er den 29. Platz über 500 m errang. In der Saison 1969/70 siegte er bei der 3-Bahnen-Tournee in Innsbruck im Mehrkampf und kam bei der Sprintweltmeisterschaft 1970 in Lake Placid auf den 15. Platz. In den folgenden Jahren belegte er bei den Olympischen Winterspielen 1972 in Sapporo den 18. Platz über 500 m, bei der Sprintweltmeisterschaft 1973 in Oslo den 37. Rang und bei der Sprintweltmeisterschaft 1974 in Innsbruck den 21. Platz. Zudem erreichte er im Jahr 1974 mit dem vierten Platz sein bestes Ergebnis bei norwegischen Mehrkampfmeisterschaften.

## Persönliche Bestzeiten
| Disziplin | Zeit        | Datum            | Ort               |
| --------- | ----------- | ---------------- | ----------------- |
| 500 m     | 39,1 s      | 11. Januar 1972  | Cortina d’Ampezzo |
| 1000 m    | 1:20,0 min  | 7. März 1970     | Inzell            |
| 1500 m    | 2:09,6 min  | 14. Januar 1969  | Hamar             |
| 3000 m    | 4:41,3 min  | 6. Januar 1970   | Innsbruck         |
| 5000 m    | 8:05,1 min  | 15. Februar 1966 | Brandbu           |
| 10.000 m  | 17:20,4 min | 9. Januar 1966   | Brandbu           |